# معركة كريت
معركة كريت (بالألمانية: Luftlandeschlacht um Kreta) (باليونانية: Μάχη της Κρήτης)‏ هي معركة وقعت خلال الحرب العالمية الثانية على جزيرة كريت اليونانية. بدأت المعركة في 20 مايو 1941 بعد قيام الألمان بغزو الجزيرة عن طريق إنزال جوي أطلق عليه اسم «عملية الزئبق» (بالألمانية: Unternehmen Merkur) دافعت القوات اليونانية وقوات الحلفاء المؤلفة من القوات البريطانية والأسترالية والنيوزلندية عن الجزيرة التي سقطت في نهاية المطاف بيد الألمان.
بدأت العملية في صباح يوم 20 مايو 1941، مع إنزال جوي ألماني على جزيرة كريت. دافعت القوات اليونانية وقوات الحلفاء الأخرى، إلى جانب المدنيين الكريتيين، عن الجزيرة. بعد يوم واحد فقط من القتال، تكبد الألمان خسائر فادحة وكانت قوات الحلفاء واثقة من أنها ستصد الغزو. في اليوم التالي، بسبب فشل الاتصالات، وتردد الحلفاء التكتيكي، والعمليات الهجومية الألمانية، سقط مطار ماليمي في غرب كريت، مما مكن الألمان من إنزال التعزيزات وسحق المواقع الدفاعية في شمال الجزيرة. انسحبت قوات الحلفاء إلى الساحل الجنوبي. تم إجلاء أكثر من نصفهم بواسطة البحرية البريطانية واستسلم الباقون أو انضموا إلى المقاومة الكريتية. تطور الدفاع عن كريت إلى اشتباك بحري مكلف؛ بحلول نهاية الحملة، تم تقليص قوة البحرية البريطانية في شرق البحر الأبيض المتوسط إلى سفينتين حربيتين وثلاث طرادات فقط.
كانت معركة كريت هي المناسبة الأولى التي استُخدم فيها المظليون الألمان بأعداد كبيرة، وأول غزو جوي في التاريخ العسكري، وأول مرة استخدم فيها الحلفاء معلومات استخباراتية من رسائل ألمانية مفككة من آلة إنجما، وأول مرة واجهت فيها القوات الألمانية مقاومة جماعية من السكان المدنيين. ونظرًا لعدد الضحايا والاعتقاد بأن القوات المحمولة جوًا لم تعد تتمتع بميزة المفاجأة، أصبح أدولف هتلر مترددًا في السماح بمزيد من العمليات المحمولة جوًا، مفضلًا بدلاً من ذلك استخدام المظليين كقوات برية. وعلى النقيض من ذلك، أعجب الحلفاء بإمكانيات المظليين وبدأوا في تشكيل أفواج هجومية محمولة جوًا ودفاع جوي.

## صور

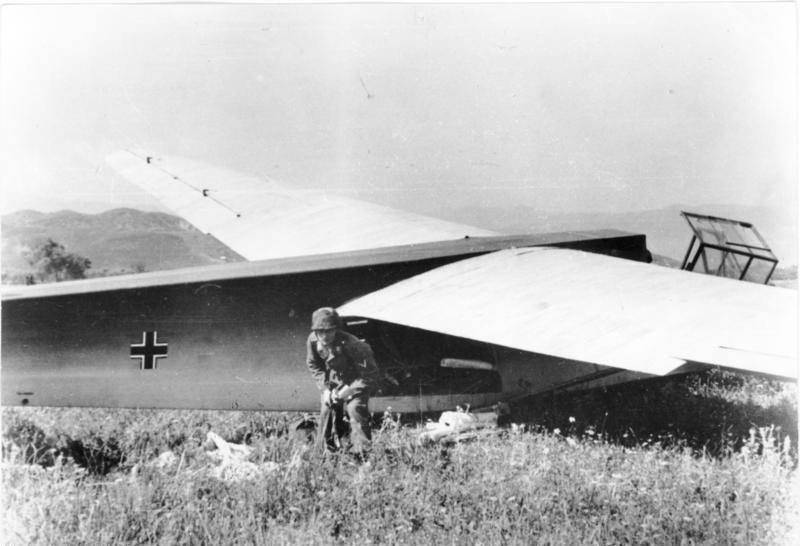
مظلي وطائرة شراعية DFS 230 في جزيرة كريت
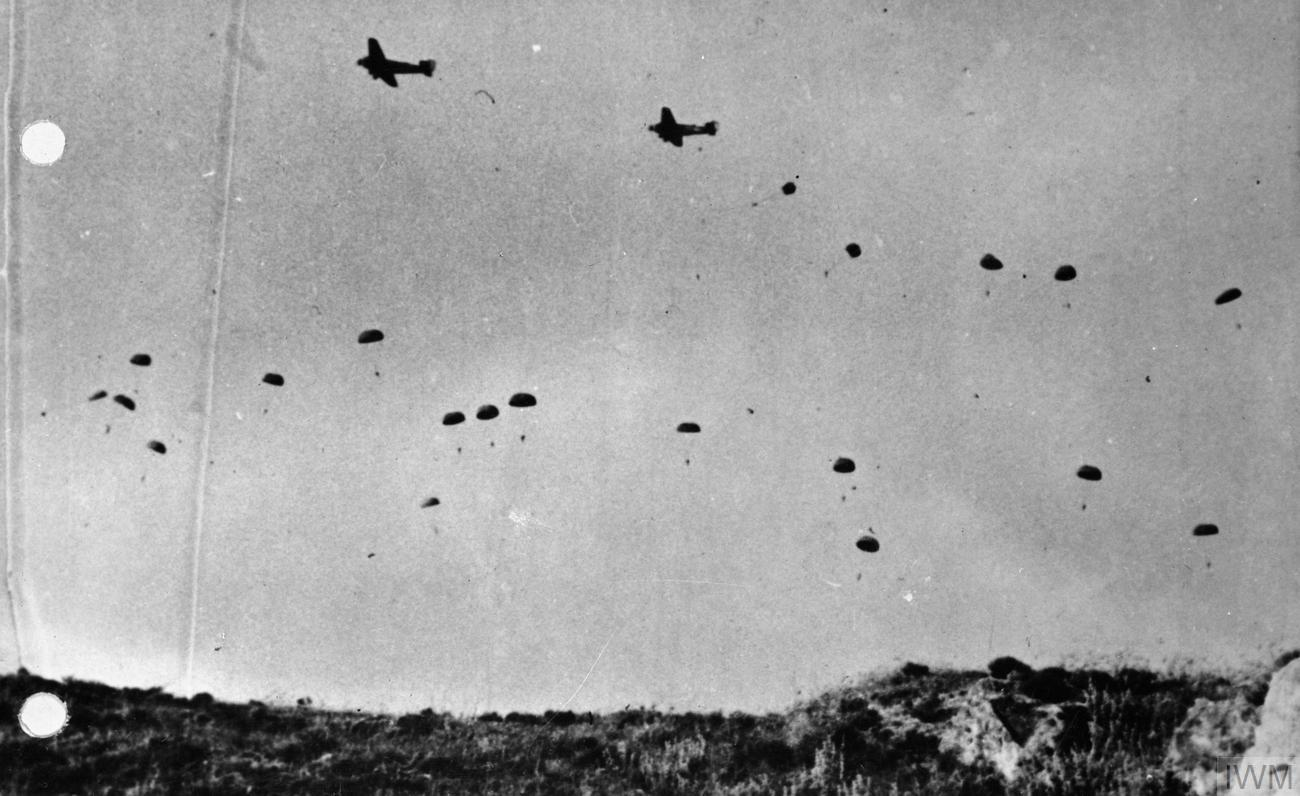
المظليون يقفزون من ناقلات يونكرز يو 52 فوق جزيرة كريت.
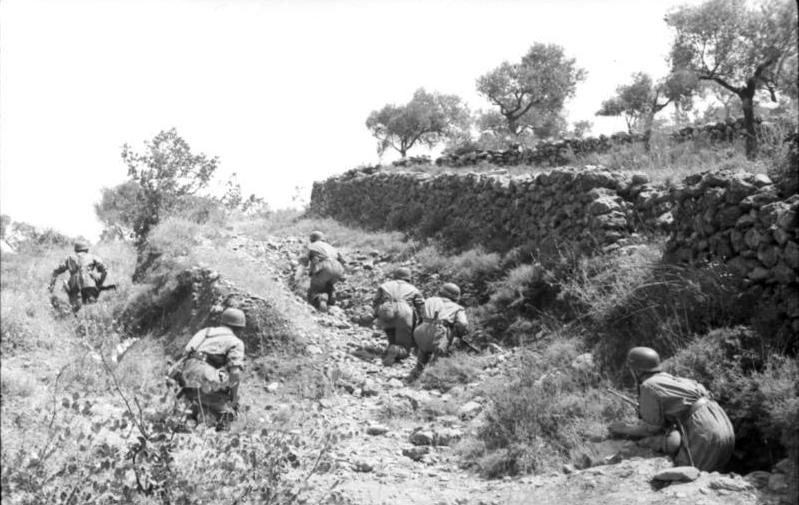
قوات المظلات الألمانية خلال هجوم.
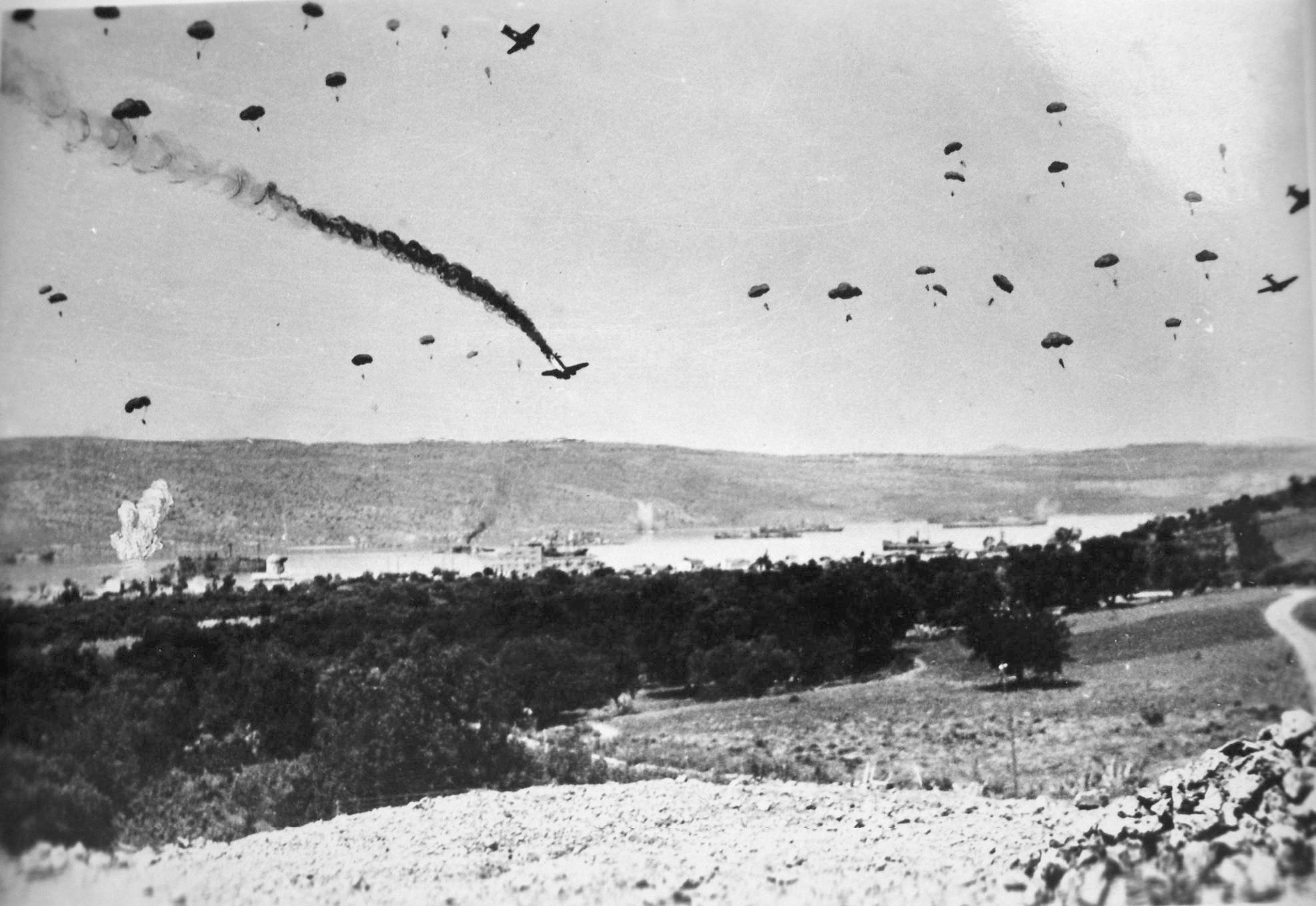
المظليون يقفزون من ناقلات يونكرز يو 52 فوق جزيرة كريت. مايو 1941.